# Base aérienne 145 Colomb-Béchar
La base aérienne 145 Colomb Béchar était un site opérationnel de l'Armée de l'air française, situé à proximité de Colomb-Béchar aujourd'hui Béchar, en Algérie française.

## L'anciennebase aérienne, de nos jours
L'ancienne base aérienne est aujourd'hui l'Aéroport de Béchar - Boudghene Ben Ali Lotfi.